# Voldemārs Bērziņš
Voldemārs Bērziņš   (Riga, 16 de desembre de 1905 - 5 d'abril de 2002) fou un futbolista letó de la dècada de 1930.
Fou 41 cops internacional amb la selecció de Letònia.
Pel que fa a clubs, defensà els colors de Union Riga i RFK.
Més tard fou entrenador a FC Gundelfingen, el 1946.